# Giochi dell'Estremo Oriente
I Giochi dell'Estremo Oriente (in inglese Far Eastern Games) furono una competizione multisportiva alla quale partecipavano alcuni paesi dell'Asia orientale e sud-orientale. Furono disputate dieci edizioni, inizialmente programmate ogni due anni e poi ogni quattro, che si svolsero dal 1913 al 1934 mentre l'undicesima, programmata per il 1938, fu annullata.

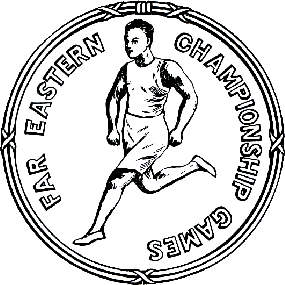
Logo dei giochi dell'estremo oriente

## Storia
Nel 1912, Elwood S. Brown, presidente della Philippine Athletic Association and Manila Carnival Games propose l'idea dei «Giochi dell'Estremo Oriente» alla Cina ed al Giappone. William Cameron Forbes, Governatore generale delle Filippine e presidente della Philippine Amateur Athletic Association dal 1911 al 1913, creò nel 1913 un'associazione olimpica dell'estremo oriente.
Forbes dichiarò i primi Giochi dell'Estremo Oriente aperti il 4 febbraio 1913 al Carnival Grounds di Manila, nelle Filippine, con il nome di Far Eastern Championship Games.
Nel 1915, i Giochi presero il nome di Far Eastern Games e l'organizzazione quello di Far Eastern Athletic Association. I Giochi si disputarono ogni due anni sino al 1927, poi il Giappone organizzò i IX Giochi nel 1930, e da quella data l'Associazione adottò un calendario quadriennale. Nel corso delle varie edizioni parteciparono gli sportivi delle seguenti nazioni: Filippine, Cina, Giappone, Malesia britannica, Siam, Hong Kong ed Indie Orientali Olandesi.
A partire dal 1931, le relazioni tra i rappresentanti cinesi, giapponesi e filippini si fecero tesi a causa della richiesta di ammissione del Manciukuò, stato satellite del Giappone. A causa della seconda guerra sino-giapponese, i giochi previsti nel 1938 furono annullati.

## Edizioni

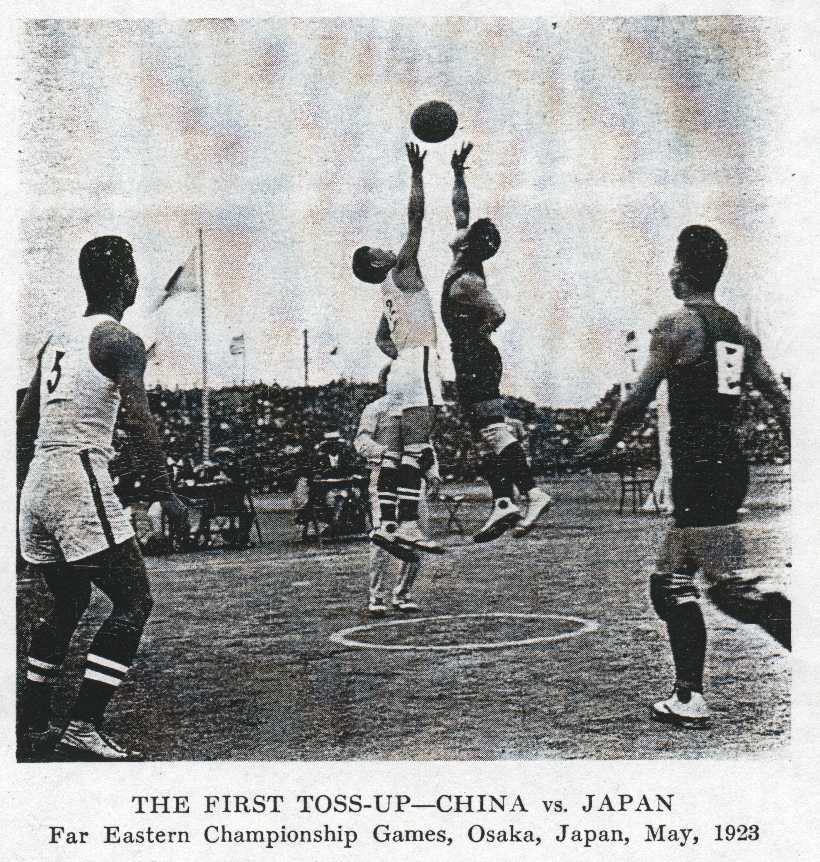
Basket ai giochi del 1923.

| Anno | Edizione     | Sede (Nazione)                                             |
| ---- | ------------ | ---------------------------------------------------------- |
| 1913 | I            | Manila (Filippine, territorio degli Stati Uniti d'America) |
| 1915 | II           | Shanghai (Cina)                                            |
| 1917 | III          | Tokyo (Giappone)                                           |
| 1919 | IV           | Manila (Filippine, territorio degli Stati Uniti d'America) |
| 1921 | V            | Shanghai (Cina)                                            |
| 1923 | VI           | Osaka (Giappone)                                           |
| 1925 | VII          | Manila (Filippine, territorio degli Stati Uniti d'America) |
| 1927 | VIII         | Shanghai (Cina)                                            |
| 1930 | IX           | Tokyo (Giappone)                                           |
| 1934 | X            | Manila (Filippine, territorio degli Stati Uniti d'America) |
| 1938 | XI annullati | Osaka (Giappone)                                           |

## Sport
- Baseball
- Pallacanestro
- Pallavolo maschile